# Enköping
Enköping – miejscowość (tätort) w środkowej części Szwecji siedziba władz administracyjnych gminy Enköping w regionie Uppsala.

## Demografia
Liczba ludności tätortu Enköping w latach 2000–2010
2000 – 19 147 mieszkańców
2005 – 20 204 mieszkańców
2010 – 21 121 mieszkańców